# 842
Évszázadok: 8. század – 9. század – 10. század
Évtizedek: 790-es évek – 800-as évek – 810-es évek – 820-as évek – 830-as évek – 840-es évek – 850-es évek – 860-as évek – 870-es évek – 880-as évek – 890-es évek
Évek: 837 – 838 – 839 – 840 –  841 – 842 – 843 – 844 – 845 – 846 – 847

## Események

### Európa
- Theophilosz bizánci császár az év elején megbetegszik és január végén meghal. Halálos ágyán még utasítást ad perzsa származású hadvezére, Theophobosz kivégzésre (őt lázadó katonái korábban császárrá kiáltották ki, de elhárította a lehetőséget és Theophilosz visszafogadta kegyeibe). A trónt a két éves III. Mikhaél örökli, aki helyett anyja, Theodóra kormányoz régensként. Theodóra véget vet az ikonoklasztáziának és visszaállítja az ikonok tiszteletét, azért az ortodox egyház később szentté avatta.
- A Frank Birodalomban februárban Német Lajos és féltestvére, Kopasz Károly szövetséget kötnek bátyjuk, I. Lothár császár ellen, és ezt a február 14-i strasbourgi esküvel meg is erősítik.[1] Az eskü szövege a francia nyelv első írásos emléke.
- Német Lajos leveri a szász parasztok Stellinga-felkelését.
- Kopasz Károly feleségül veszi Orléans-i Ermentrude-ot.
- Vikingek fosztják ki Quentovic frank kikötővárost. Kopasz Károly hadisarcot fizet nekik, hogy ne pusztítsák el teljesen.
- 50 éves uralkodás után meghal II. Alfonz asztúriai király. Mivel gyermeke nincs, utódjául elődje fiát, Ramirót jelöli ki, aki ekkor Kasztíliában él. Nepociano palotagróf magát kiáltja ki királlyá és sereget gyűjt Ramiro ellen, de vereséget szenved, megvakítják és kolostorba zárják.
- A szicíliai arabok elfoglalják Messinát.

### Abbászida Kalifátus
- A 45 éves al-Mutaszim kalifa az előző év októberében megbetegszik, januárban pedig meghal. Utóda legidősebb fia, al-Vászik.

### Kína
- Vu-cung császár kiadja első buddhizmusellenes rendeletét. Elkoboztatja a szerzetesek és apácák vagyonát (hacsak vissza nem térnek a világi életbe) és kivizsgálják, hogy nem rejtőznek-e köztük bűnözők és varázslók. Ezt korábbi rendeletek követik majd, teljesen betiltva a buddhizmust Kínában.

## Születések
- Al-Mundir, córdobai emír
- Al-Muvaffak, abbászida régens
- I. Pietro Candiano, velencei dózse

## Halálozások
- január 5. – al-Mutaszim, abbászida kalifa
- január 20. – Theophilosz, bizánci császár
- augusztus 24. – Szaga, japán császár
- II. Alfonz, asztúriai király
- Liu Jü-hszi, kínai költő

## Fordítás
- Ez a szócikk részben vagy egészben  a(z)   842 című angol Wikipédia-szócikk ezen változatának fordításán alapul.  Az eredeti cikk szerkesztőit annak laptörténete sorolja fel. Ez a jelzés csupán a megfogalmazás eredetét és a szerzői jogokat jelzi, nem szolgál a cikkben szereplő információk forrásmegjelöléseként.